# الدوري الهولندي الممتاز 1926–27
الدوري الهولندي الممتاز 1926–27 (بالهولندية: Nederlands landskampioenschap voetbal 1926/27)‏ هو الموسم 39 من الدوري الهولندي الممتاز. أشرف على تنظيمه الاتحاد الملكي الهولندي لكرة القدم، وكان عدد الأندية المشاركة فيه 50، وفاز فيه هيراكليس ألميلو.